# ARFF
ARFF ( Attribute-Relation File Format) ) je opisni jezik namenjen za strojno učenje. Uporablja običajne besedilne datoteke s klasičnim naborom znakov ASCII. Razvili so ga na Univerzi Waikato na Novi Zelandiji. 
Datoteka ARFF je sestavljena iz dveh razdelkov. Prvi razdelek se imenuje glava (header). V njem so podatki opisani. 
```
   % glava datoteke ARFF
   @RELATION Perunike
   @ATTRIBUTE Sdolzina NUMERIC
   @ATTRIBUTE Ssirina NUMERIC
   @ATTRIBUTE Pdolzina NUMERIC
   @ATTRIBUTE Psirina NUMERIC
   @ATTRIBUTE razred    {Setosa,Versicolor,Virginica}
```

V drugem razdelku so podane vrednosti podatkov (data). 
```
   @DATA 
   5.1,3.5,1.4,0.2,Setosa
   4.9,3.0,1.4,0.2,Setosa
   4.7,3.2,1.3,0.2,Versicolor
   4.6,3.1,1.5,0.2,Versicolor
   5.0,3.6,1.4,0.2,Virginica
   5.4,3.9,1.7,0.4,Virginica
```

V podanem primeru so navedeni podatki za učenje razvrščanja Perunik v tri kategorije - Setosa, Versicolor in Virginica. Za vsako kategorijo sta podana dva učna primerka (dve data vrstici). Učni primerki imajo štiri lastnosti, ki opisujejo posamezne Perunike(štiri števila v data vrstici). 